# Hannes Coetzee
Hannes Coetzee (1944) is een gitarist uit de regio Karoo in Zuid-Afrika.
Coetzee is vooral bekend van zijn unieke speelstijl, namelijk het met een theelepel in zijn mond over de snaren strijken. De speeltechniek wordt 'optel and knyp' genoemd.
Hij kreeg bekendheid toen in 2003 David Kramers documentaire Karoo Kitaar Blues uitkwam.